# 清水康弘 (スピードスケート選手)
清水 康弘（しみず やすひろ、1958年12月10日 - ）は、日本の元スピードスケート選手である。北海道出身。
白樺学園高等学校→三協精機。
1979年の第48回全日本スピードスケート選手権大会で総合優勝。
1980年レークプラシッドオリンピック代表に選出され、1500m24位、5000m16位、10000m9位となった。
現役引退後、岡谷市の第三セクター「やまびこスケートの森」でスケート靴造りに携わったり、リンクの整備に携わるほか、ショートトラックスピードスケートの指導に携わり、2002年のソルトレイクシティオリンピックではショートトラックチームのコーチを務めた。